# یورگ کرچمار
یورگ کرچمار (انگلیسی: Jörg Kretzschmar؛ زادهٔ ۹ دسامبر ۱۹۶۴) بازیکن فوتبال اهل آلمان است.
از باشگاه‌هایی که در آن بازی کرده‌است می‌توان به باشگاه فوتبال پادربورن، باشگاه فوتبال وولفسبورگ، باشگاه فوتبال ماگدبورگ ۱، باشگاه فوتبال هانوفر ۹۶ و باشگاه فوتبال بروسیا مونشن‌گلادباخ اشاره کرد.